# فنلاند در المپیک تابستانی ۱۹۲۴

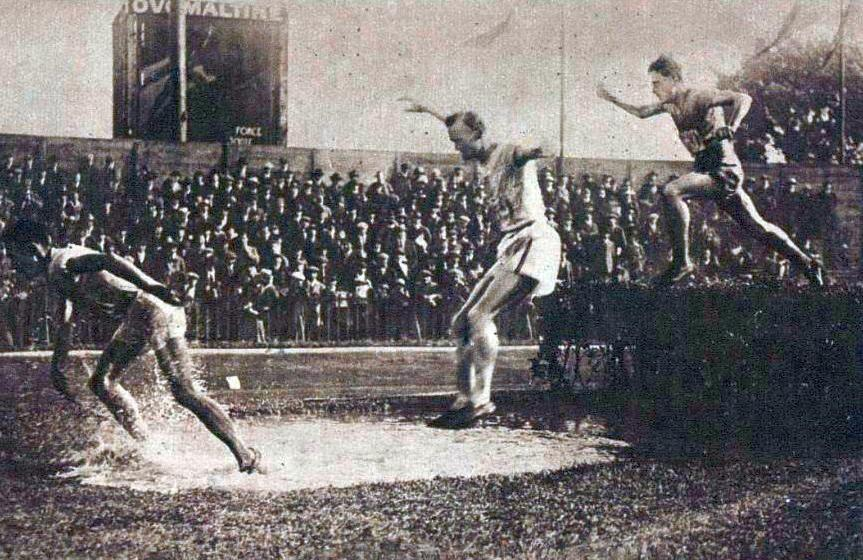
دوی 3000 متر با سرعت زیاد در بازی‌های المپیک 1924

فنلاند در بازی‌های المپیک تابستانی ۱۹۲۴ که در شهر پاریس فرانسه برگزار شد، کاروان فنلاند با ۱۲۱ ورزشکار در این رقابت‌ها شرکت کرد و موفق به کسب ۳۷ مدال (۱۴ طلا، ۱۳ نقره، ۱۰ برنز) شد. در جدول رتبه‌بندی توزیع مدال‌ها، فنلاند در ردهٔ ۲ مسابقات قرار گرفت.